# Jehuda Leib Maimon

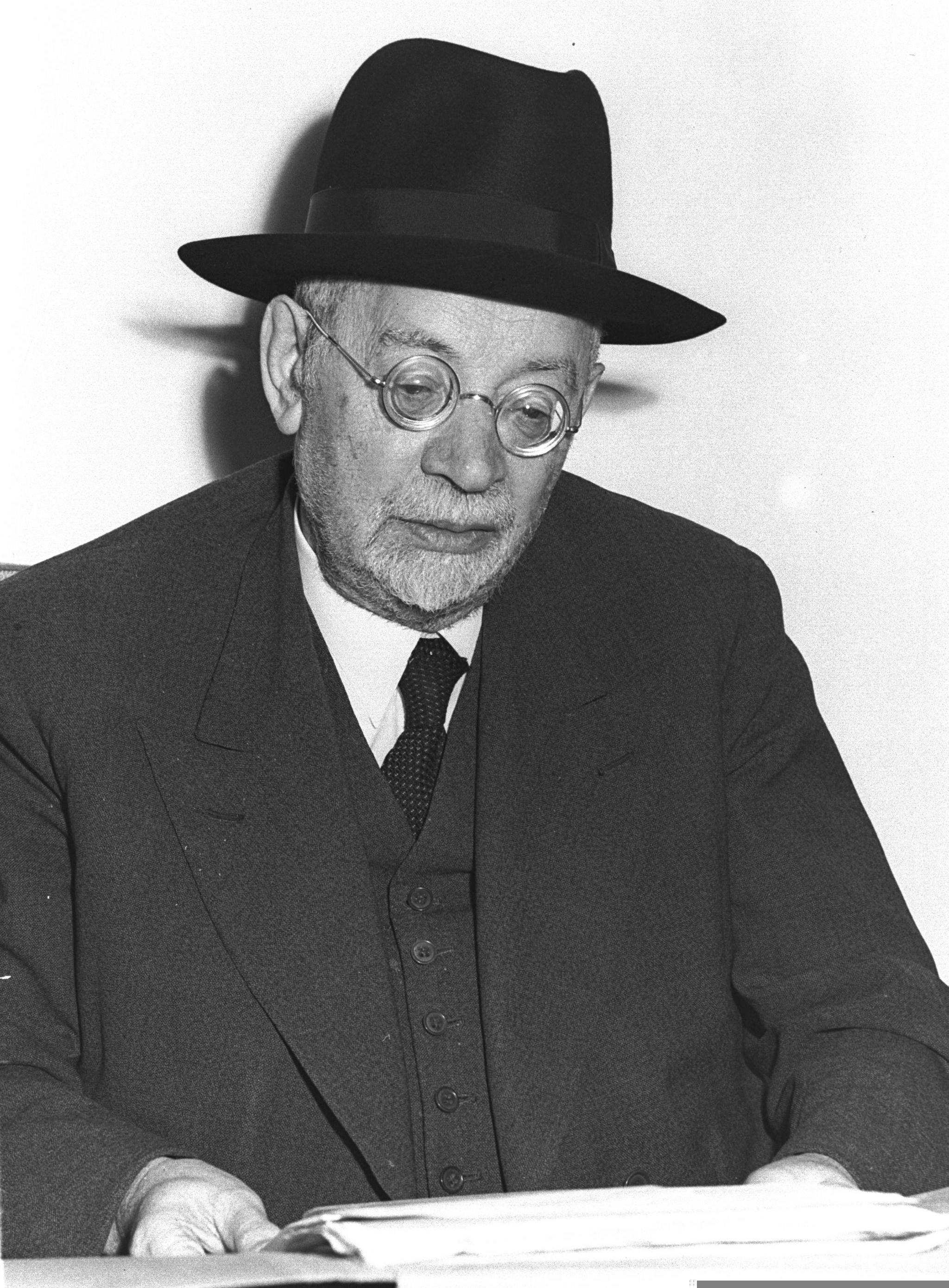
Jehuda Leib Maimon, 1950

Jehuda Leib Maimon (hebräisch יְהוּדָה לַייב מַימוֹן, auch Jehuda Leib HaKohen Maimon als Jehuda Leib Fischmann, geboren am 11. Dezember 1875 in Mărculești, Rajon Florești, Kaiserreich Russland; gestorben am 10. Juli 1962 in Tel Aviv, Israel) war ein israelischer orthodoxer Rabbiner, Politiker und Anführer der Bewegung des religiösen Zionismus in Bessarabien.

## Leben
Maimon studierte in einer Reihe von Jeschiwot und erhielt seine Semicha durch Rabbi Jechiel Michel Epstein, Autor des Aroch HaSchulchan (hebräisch עָרוֹךְ שֻׁלְחָן). Er gehörte zu den Gründern der Misrachi-Bewegung im Jahre 1902. Maimon wanderte in das Russische Kaiserreich ein, wo er wegen zionistischer Tätigkeiten inhaftiert wurde. Er war Delegierter des neunten Kongresses der Zionistischen Weltorganisation im Jahre 1909 und besuchte jeden Kongress bis zur israelischen Unabhängigkeitserklärung 1948.
Im Jahre 1913 machte er eine Alija nach Palästina, wurde aber während des Ersten Weltkriegs ausgewiesen.
Er wanderte in die USA ein, wo er die Misrachi-Bewegung organisierte. Danach kehrte er in das Völkerbundsmandat für Palästina im Jahre 1919 zurück.
Er wurde dort Leiter des HaMisrachi, und zusammen mit Abraham Isaak Kook half er, HaRabanut haReschit leJisra'el (hebräisch הרַבָּנוּת הרֵאשִׁית ליִשְׂרָאֵל, Chefrabbinat) zu gründen. Er wurde 1935 in den Ausschuss der Jewish Agency gewählt, wurde aber von den Briten 1946 in Latrun inhaftiert.
1937 gründete er Mossad HaRaw Kook (hebräisch מוֹסָד הרַב קוק; Rabbi Kook Institut), eine religiöse Forschungseinrichtung und bemerkenswertes Verlagshaus, das zu Ehren des Abraham Isaak Kook benannt wurde.
Maimon hat geholfen, die Israelische Unabhängigkeitserklärung zu entwerfen und war einer der Unterzeichner. Er war vom 14. Mai 1948 bis zum 8. Oktober 1951 Religionsminister und Minister für Kriegsopfer (im ersten und zweiten Regierungskabinett
), auch zuvor in der provisorischen Regierung, die nach der Unabhängigkeitserklärung 1948 eingesetzt wurde.
Er war mit jüdischen Publikationen beschäftigt und wurde 1958 mit dem Israel-Preis in Rabbinischer Literatur ausgezeichnet.